# Мирко Балубџић
Мирко Балубџић  (Бачко Петрово Село, 2. август 1884 – Београд, 22. март 1948) био је правник, професор и директор новосадске гимназије.

## Биографија
Мирко је рођен 2. августа 1884. године у Бачком Петровом Селу. Његово презиме указује да су његови преци били рибари и да презиме Балубџић потиче од турске речи балугџија – рибар. Његов отац Нестор Јован био је трговац у Бачком Петровом Селу а мајка Љубица Мишић била је пореклом из свештеничке породице Теодоровића у Пивницама. Школовао се у Новом Саду а потом је завршио право у Будимпешти. Образовање је наставио на Богословији у Сремским Карловцима а 1908. године положио је испит за наставника веронауке у средњим школама. Касније је у Загребу започео студије историје и етнологије, које је завршио у Београду. У том периоду објавио је свој рад Јосиф II 1780-1790. У Сомбору је предавао веронауку у Српској учитељској школи 1906. до 1908, а затим је био професор веронауке у Српској учитељској школи у Пакрацу. Почетком Првог светског рата ухапшен је и затворен у кућни притвор. Потом је мобилисан и до краја рата је био војни свештеник у војсци Аустроугарске. Завршетком рата, враћа се професорској дужности и запошљава се у Мушкој гимназији у Новом Саду и постаје члан Књижевног одељења Матице Српске. Незадовољан стањем у цркви, напушта свештенички позив и постаје директор прво Женске а потом и Мушке новосадске гиманзије. У Београду постаје начелника Одељења за средњу наставу Министарства просвете 1932. године. Био је и директор новоосноване Мушке гимназије краља Александра I. Активно се бавио уређивањем Гласника Историјског друштва. За време окупације Београда, одбио је да потпише Апел српском народу против народноослободилачког покрета. Убрзо је пензионисан а недуго затим затворен у Бањичком логору, где му се здравље значајно погоршало. Као сарадник сарадника Института за проучавање међународних питања при Министарству иностраних послова учествовао је у припреми за Мировну конференцију у Паризу.
Поред формалног образовања научио је и немачки, мађарски, руски и енглески. Са латинског на црквенословенски језик превео је текст Моцартовог Реквијема изведеног у Српском народном позоришту у Новом Саду, 13. фебруара 1922. године.
Одликован је орденима Светог Саве III, IV и V степена и Белог орла V степена, француским орденом Витеза Легије части, као и одликовањима Чехословачке и Румуније. 
Преминуо је 11. марта 1948. године и сахрањен је на Алмашком гробљу у Новом Саду. 